# Leila Aboulela
Leila Aboulela (àrab: ليلى ابوالعلا, Laylà Abū l-ʿAlā) (el Caire, 1964) és una escriptora sudanesa.

## Biografia
Nascuda a Egipte, filla de mare egípcia i pare sudanès, va créixer a Khartum, Sudan. Va estudiar a l'Escola Americana de Khartum, a l'Escola de les germanes, una escola secundària catòlica privada on va aprendre anglès, i economia a la Universitat de Khartum. Continuà els estudis a Anglaterra on es va diplomar d'un M.Phil. en estadística a la London School of Economics. Va començar a escriure el 1992 la primera novel·la The Translator (1999, nominada pel Orange Prize i escollida com a Notable Book of the Year pel The New York Times el 2006), mentre treballava com a professora al Aberdeen College i com a investigadora a la Universitat d'Aberdeen. Després de deu anys a Aberdeen (1990-2000) va viure dos anys entre Doha, Qatar, i Jakarta, Indonèsia, fins a retornar, el 2012, a Escòcia.

## Obra
La seva obra reflecteix, en part, la seva vida entre Europa i els països àrabs. Així, la segona novel·la que va escriure, The Museum (2002, Premi Caine) descriu l'abisme que separa dos estudiants, l'un del Sudan i l'altre d'Escòcia, o a Minaret (2005), obra per la que ha estat descrita com una de les autores més influents de la nova onada d'escriptors musulmans britànics, on narra la trajectòria d'una dona sudanesa d'origen aristocràtic obligada a exiliar-se a la Gran Bretanya després d'un cop d'estat al seu país.